# Scelolophia phorcaria
Scelolophia phorcaria är en fjärilsart som beskrevs av Achille Guenée 1858. Scelolophia phorcaria ingår i släktet Scelolophia och familjen mätare. Inga underarter finns listade.